# Метод порошкової дифракції

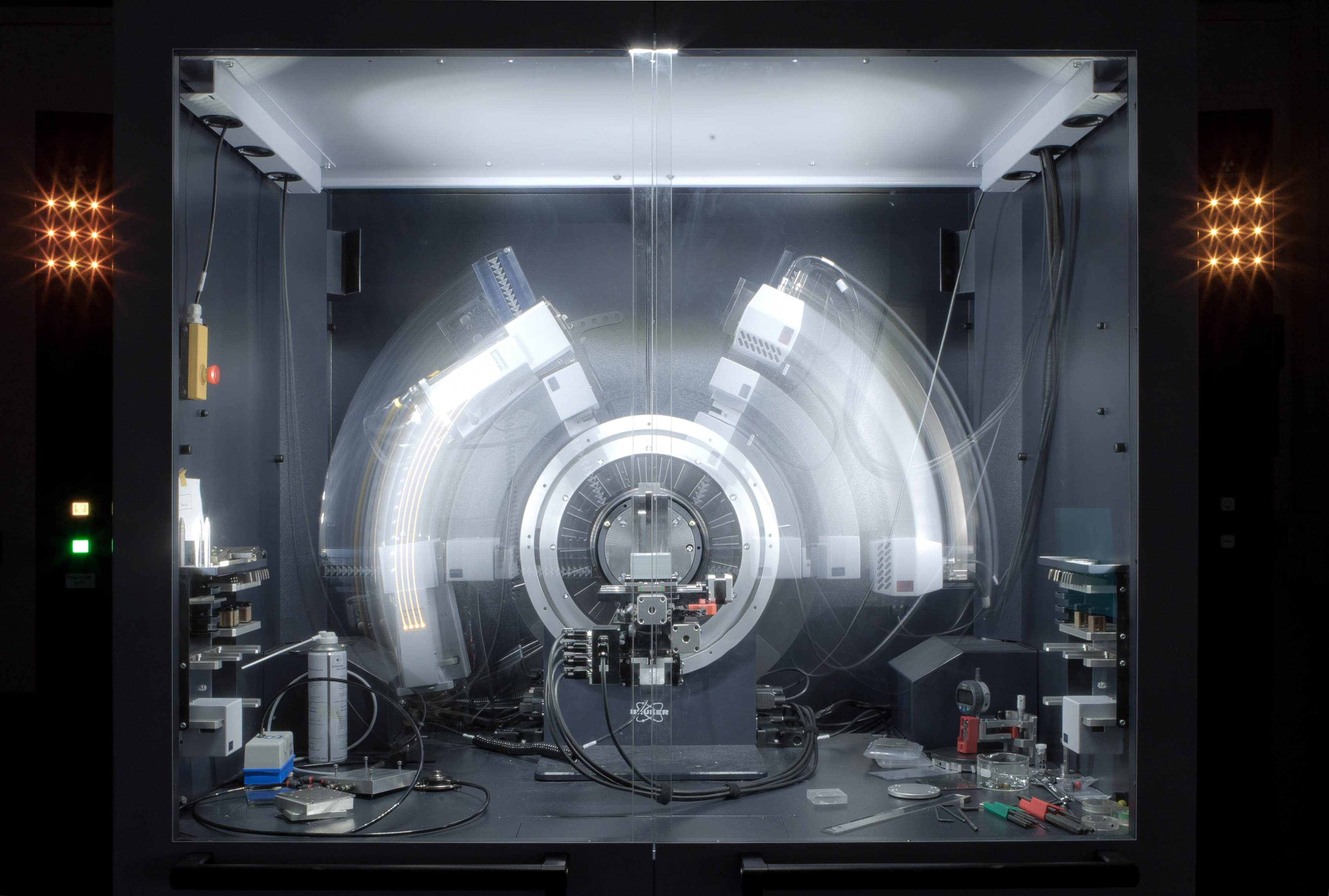
Порошковий рентгенівський дифрактометр під час роботи

Метод порошкової дифракції — метод дослідження структурних характеристик матеріалу за допомогою дифракції рентгенівських променів, нейтронів, або дифракції електронів на порошку чи полікристалічному зразку досліджуваного матеріалу. Результатом проведеного експерименту є залежність інтенсивності дифрагованого випромінювання від кута відбиття.

## Принцип методу
У полікристалічному порошку орієнтація полікристалів усереднено однакова в усіх напрямках. Внаслідок цього на відміну від методу монокристалу, де дослідження ведеться у трьох напрямках оберненої ґратки у методу порошку достатньо проєкції дифракції лише у одному напрямку. Тривимірний простір можна описати трьома осями x*, y* та z* або у сферичних координатах q, φ*, χ*. У порошковій дифракції інтенсивність дифрагованих відбить є гомогенною (майже однаковою) вздовж φ* та χ* і лише напрям q залишається важливим для вимірів. На практиці важливим є також обертання зразка для запобігання впливу його текстурованості і досягнення доброї статистики усіх напрямків орієнтації.

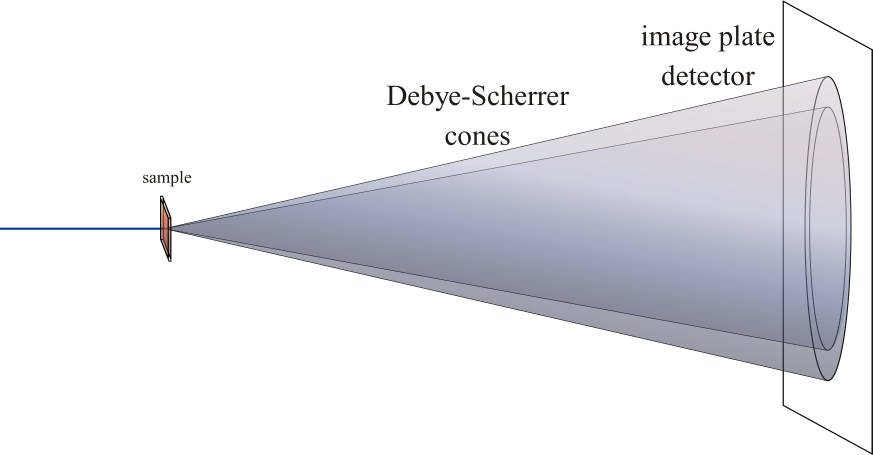
Схема установки двохвимірної дифракції з плоским детектором(Ref.)

При детектуванні дифрагованих променів на плоский детектор, обертання зразка приводить до вузьких дифракційних кіл навколо пучка первинного випромінювання на відміну від точкових відбить дифракції монокристалу, знятих методом Лауе. Кут між первинним променем та колом на детекторі, тобто дифрагованим рефлексом у кристалографії позначають 2θ (або θ). За правилом Брегга кожне коло відповідає частковому вектору оберненої ґратки G у зразку. Звідси вектор дифракції (відбиття):
{\displaystyle G\ =\ q\ =\ 2\ k\ \sin(\theta )=4\ \pi \ \sin(\theta )\ /\ \lambda .}
Дані проведеного експерименту представляють як дифрактограму — залежність інтенсивності дифрагованого випромінювання від кута відбиття 2θ чи вектора відбиття q. Остання змінна зручніша, оскільки не залежна від довжини випромінювання λ.
Поява синхротронного джерела випромінювання значно розширила вибір довжини хвилі. З метою полегшення порівняння даних, отриманих з різними довжинами хвиль використовують q.
Прилад для проведення вимірювань методом порошкової дифракції називається Порошковий дифрактометр.

## Визначення та уточнення кристалічної структури
Визначення кристалічної структури з даних порошкової дифракції є надзвичайно важким завданням, внаслідок перекриття відбить дифракції на експериментальній дифрактограмі. Кристалічні структури відомих матеріалів можуть бути уточнені різними методами. Останнім часом широко використовується Метод Рітвельда — метод аналізу повної дифракційної картини, за яким кристалічна структура, а також інструментальна та мікроструктурна інформація використовуються для створення теоретичної дифракційної картини і яку порівнюють з даними експерименту. За допомогою уточненням методом найменших квадратів зводять до мінімуму різниці між кожною точкою розрахованої і експериментальної картини шляхом зміни і уточнення параметрів моделі, що відображається мінімальними значеннями R-фактора. Існують також методи визначення невідомих кристалічних структур з даних порошку. На початку XXI століття широкого розповсюдження здобув ряд програм, які можуть бути використані для визначення і уточнення кристалічних структур методом порошку : WinCSD, TOPAS, GSAS, Fox, EXPO2004, FullProf та ін.

## Основні галузі застосування
- Рентгенофазовий аналіз
- Визначення якісного складу зразка
- Кількісне визначення компонентів зразка
- Визначення кристалічної структури речовини
- Точне визначення параметрів  елементарної комірки
- Визначення розташування атомів у елементарній комірці (повнопрофільний аналіз — метод Рітвельда)
- Визначення розміру кристалітів (області когерентного розсіювання) полікристалічного зразка
- Дослідження текстури в полікристалічних матеріалах